# Agetas
Agetas (altgriechisch Ἀγήτας) war ein im späten 3. und frühen 2. Jahrhundert v. Chr. lebender Stratege des Aitolischen Bundes.

## Leben
Agetas war der Sohn des Lochagos aus Kallipolis. Im sog. Bundesgenossenkrieg fiel er 217 v. Chr. als Stratege des Ätolischen Bundes in Akarnanien ein, das er plündernd durchzog. Ebenso hauste er in Epirus, woraufhin er wieder heimkehrte.
Bald darauf fiel Agetas auf eine Kriegslist des von König Philipp V. zum makedonischen Oberbefehlshaber in Phokis eingesetzten Alexandros herein. Auf Anweisung des Alexandros machte Jason, der Kommandant der phokischen Stadt Phanoteus, dem Agetas das Angebot, dass er ihm die Burg der Stadt in die Hände spielen würde. Am vereinbarten Tag erschien Agetas zur Nachtzeit mit einem Trupp Aitoler und ließ 100 seiner Männer gegen die Burg anrücken, während er selbst mit den Übrigen versteckt in einiger Entfernung verweilte. Jason ließ vertragsgemäß die Aitoler in die Burg, wo sie aber von Truppen des dort bereits wartenden Alexandros gefangen genommen wurden. Bei Tagesanbruch erkannte Agetas die Täuschung und zog mit seinen bei ihm verbliebenen Soldaten wieder ab.
Ein zweites Mal diente Agetas im Jahr 201/200 v. Chr. als Stratege. 190 v. Chr. wurden jene Häuser, die sich in Delphi in seinem Besitz befanden, enteignet.